# Bill Hewitt (fútbol americano)
William Ernest Hewitt (Bay City, Míchigan, 8 de octubre de 1909 – Sellersville, Pensilvania, 14 de enero de 1947), más conocido como Bill Hewitt, fue un jugador profesional estadounidense de fútbol americano que se desempeñó en la posición de end y defensive end en la National Football League (NFL). Es miembro del Salón de la Fama del Fútbol Americano Profesional.

## Carrera
Hewitt jugó como profesional cinco temporadas en Chicago Bears (1932-1936), después pasó a Philadelphia Eagles (1937-1939), posteriormente estuvo en Steagles, donde jugó una temporada (1943), y fue el equipo en el que se retiró.

## Reconocimiento
El 16 de enero de 1971, fue seleccionado para ser miembro del Salón de la Fama del Fútbol Americano Profesional.